# Matica
Matica (slaviska, moder, bidrottning), är det gemensamma namnet på en mängd folkbildningsförbund i slaviska länder.
Det första inrättades av serberna i Pest 1826, Matica srbska, men flyttades sedermera till Novi Sad, där tidskriften "Letopis Matice srpske" kom att utges.
I Böhmen bildades 1831 Matice česká, som bland annat utgav Josef Jungmanns ordbok och Pavel Josef Šafaříks slaviska fornminnesmärken (1834–39) samt tidskriften "Časopis musejní".
Matica hrvatska, bildad i Zagreb 1847 av Ljudevit Gaj under det ursprungliga namnet Matica Ilirska, har utgivit skrifter i original och översättning och publicerade 1892 en värdefull minnesskrift, "Spomen-knjiga", författad av Tadija Smičiklas och Franjo Marković.
I Lausitz bildades för sorberna Maćica serbska av Jan Arnošt Smoler med tidskriften "Časopis Maćicy serbskeje".
I det slaviska Mähren stiftades 1852 Matica moravská ur det äldre folkbildningsförbundet Národní jednota sv. Cyrilla a Methoda.
I Ljubljana bildades 1864 Slovenska matica, som utgett många lärda skrifter om bland annat slovenernas historia och folkpoesi.
I Montenegro bildades Matica crnogorska så sent som 1993.
Dessutom användes Matica som beteckning för en mängd nationella skolföreningar i Böhmen, av vilka Ustredni Matice školská, inrättad 1880 i Prag, efter förebilden av Deutscher Schulverein i Wien, gjorde ofantligt mycket för folkbildningen i det slaviska Böhmen.